# Corbel (Savoie)
Corbel ist eine französische Gemeinde mit 155 Einwohnern (Stand: 1. Januar 2022) im Département Savoie in der Region Auvergne-Rhône-Alpes (vor 2016 Rhône-Alpes). Sie gehört zum Kanton Le Pont-de-Beauvoisin (bis 2015 Les Échelles) im Arrondissement Chambéry und ist Mitglied im Gemeindeverband Cœur de Chartreuse. Die Einwohner werden Corbelins genannt.

## Geographie
Corbel liegt etwa 20 Kilometer südsüdwestlich von Chambéry. Der Guiers Vif begrenzt die Gemeinde im Süden. Nachbargemeinden von Corbel sind Saint-Jean-de-Couz im Norden und Nordwesten, Entremont-le-Vieux im Nordosten, Saint-Pierre-d’Entremont im Osten und Südosten, Saint-Christophe-sur-Guiers im Süden und Südwesten sowie Saint-Christophe im Westen.

## Bevölkerungsentwicklung
| Jahr                       | 1962 | 1968 | 1975 | 1982 | 1990 | 1999 | 2006 | 2013 |
| -------------------------- | ---- | ---- | ---- | ---- | ---- | ---- | ---- | ---- |
| Einwohner                  | 109  | 86   | 68   | 82   | 90   | 109  | 131  | 147  |
| Quellen: Cassini und INSEE |      |      |      |      |      |      |      |      |

## Sehenswürdigkeiten
- Kirche Saint-Jean-Baptiste aus dem 13. Jahrhundert
- Mühle aus dem 16. Jahrhundert

## Weblinks

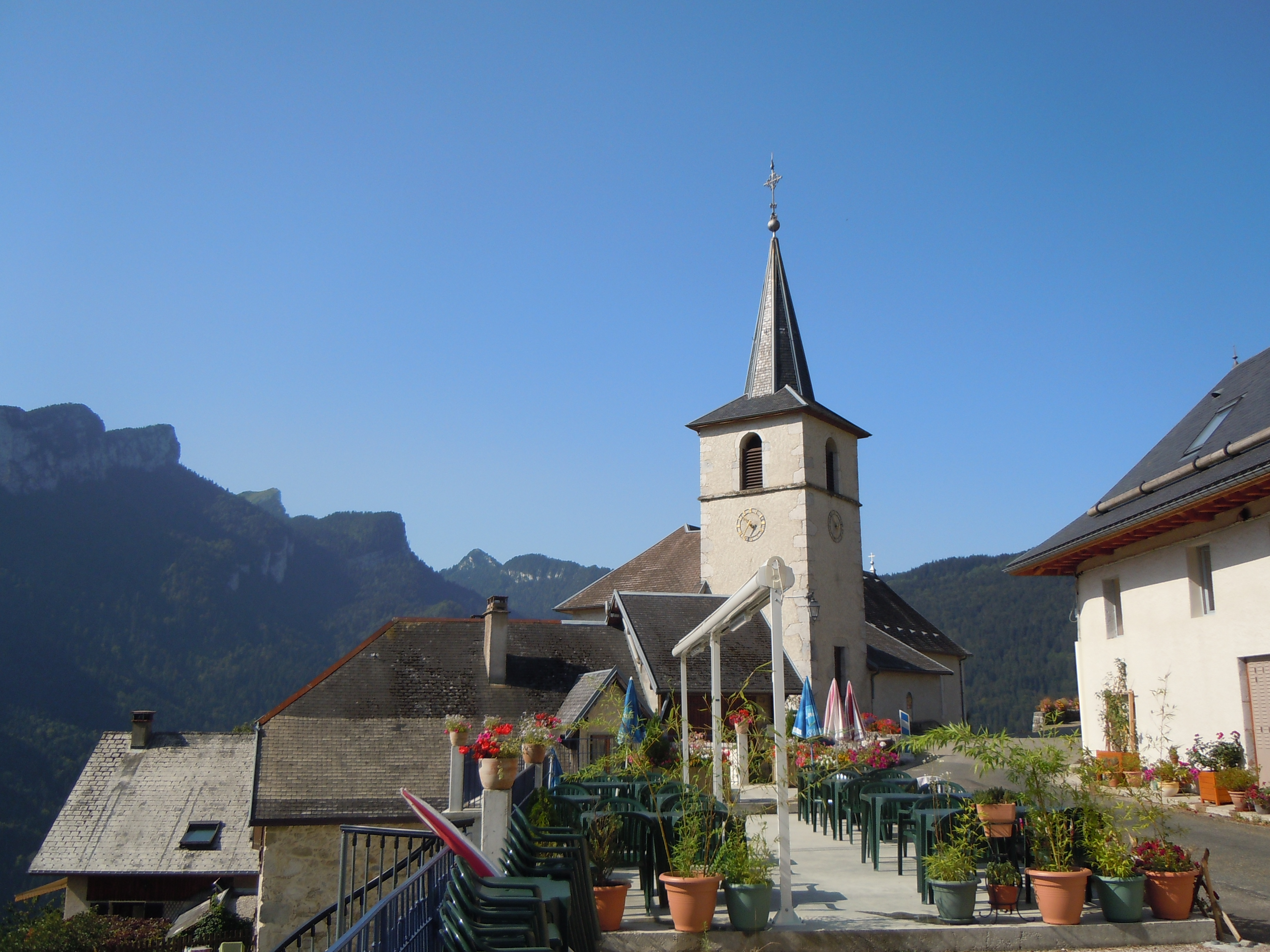
Kirche Saint-Jean-Baptiste